# Lej kondensacyjny

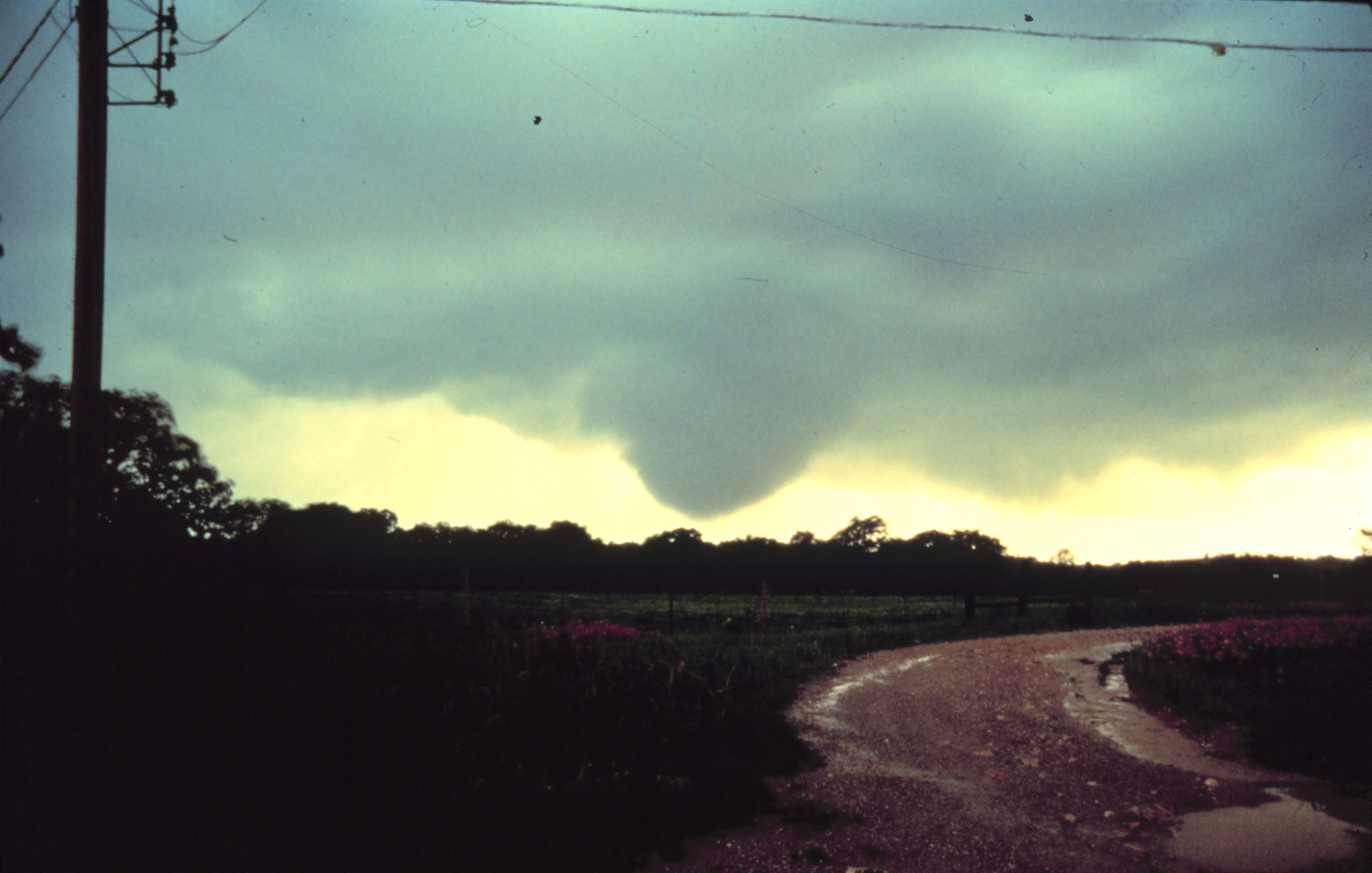
Cumulonimbus tuba

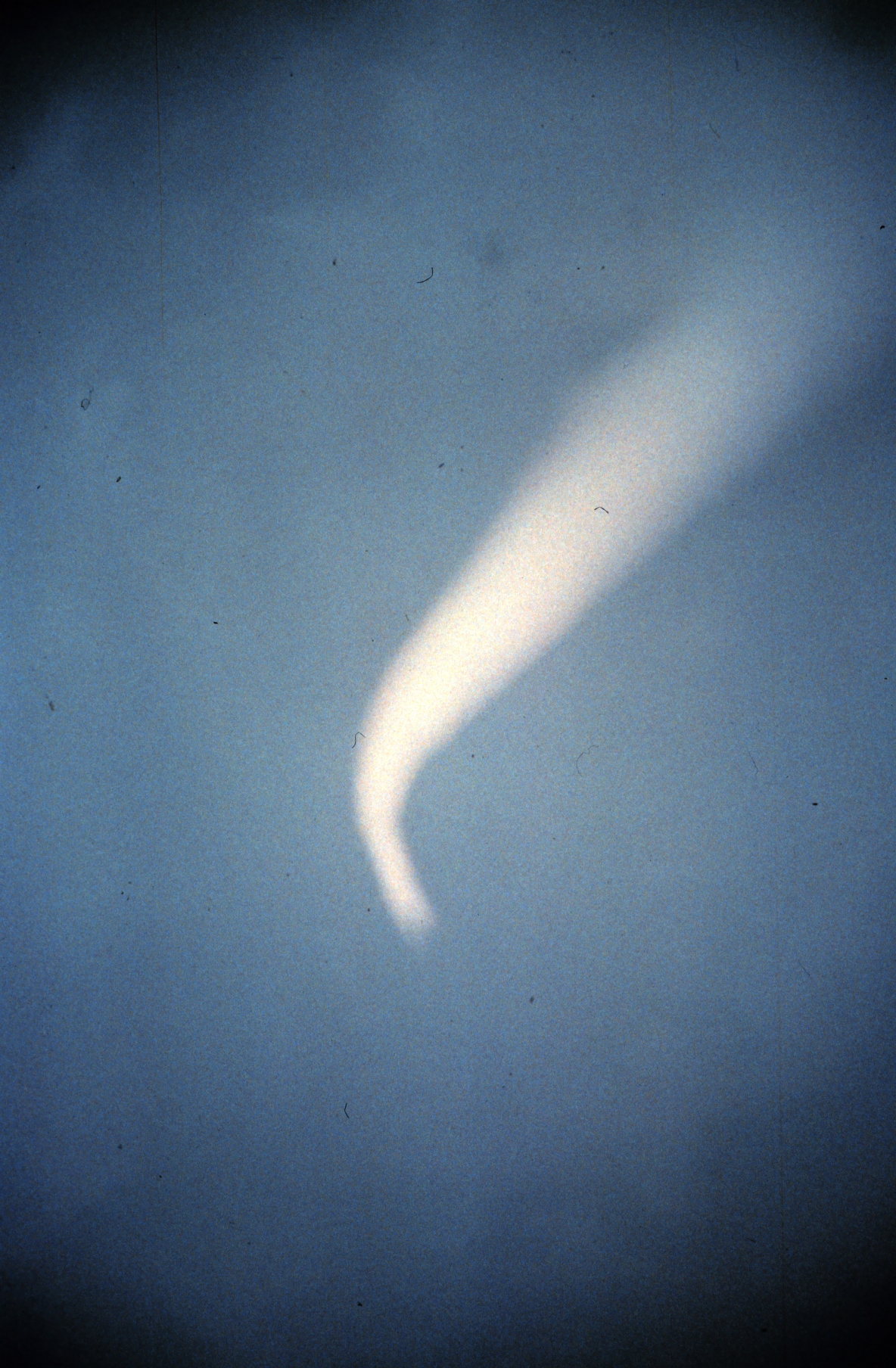
Lej kondensacyjny nie sięgający powierzchni ziemi

tuba (tub) (łac. tuba – trąba, rura do pompy, pol. lej kondensacyjny, ang. funnel cloud) – kolumna lub lej, wyrastający z podstawy chmury, o charakterystycznym kształcie odwróconego stożka. Zjawisko to wskazuje na istnienie mniej lub bardziej silnego wiru. 

## Opis
Tworzy się na skutek różnicy ciśnień między powietrzem wewnątrz i na zewnątrz wiru. Na skutek niższego ciśnienia powietrze wznoszące się wewnątrz leja kondensacyjnego ochładza się szybciej wraz ze wzrostem wysokości, niż wznoszące się powietrze o wyższym ciśnieniu, znajdujące się dalej od środka wiru. Przy założeniu, że wznoszące się powietrze ma taką samą wilgotność w całej objętości, powietrze bliżej środka leja osiąga punkt rosy na mniejszej wysokości niż powietrze znajdujące się dalej. Dalsze wznoszenie powietrza doprowadza do kondensacji i powstania widocznej chmury. Ponieważ ciśnienie jest najniższe w osi wiru, im dalej od tej linii, tym wyżej znajduje się punkt rosy wznoszącego powietrza – stąd bierze się charakterystyczny kształt leja. 
Lej kondensacyjny sięgający powierzchni ziemi nazywany jest tornadem lub trąbą powietrzną (albo trąbą wodną, jeśli występuje nad akwenem). Wszystkie rodzaje tornad powstają w wyniku rozwoju leja kondensacyjnego.
Tuba może występować z chmurami Cumulonimbus, rzadziej Cumulus.